# Peter Nicolai Arbo
Peter Nicolai Arbo (født 18. juni 1831, død 14. oktober 1892) var en norsk maler som specialiserede sig i at male historiske motiver og bilder fra norrøn mytologi. Blandt hans historiske og mytologiske malerier nævnes ofte "Åsgårdsrejsen" som det vigtigste.

## Liv og gerning
Peter Nicolai Arbo voksede op på Gulskogen gård ved Drammenselva. Han var søn af overlærer Christian Fredrik Arbo og Marie Christiane von Rosen. Hans broder Carl Oscar Eugen Arbo var militærlæge. Arboslægten kan føres tilbage til Ærø i Danmark, og navnet Arbo er trolig en afledning af Arøbo. Slægten kom til Norge med Peter Arbo (1689–1761), som startede en trælastforretning på Strømsø.
Arbo startede kunstuddannelsen med et år ved Helsteds Tegneskole i København 1851-1852. Efter dette rejste han til Düsseldorf og studerede ved kunstakademiet der fra 1852. Fra 1853 til 1855 studerede han under Karl Ferdinand Sohn som var professor i figurmaling, og fra 1857–1858 under Emil Johannes Hünten, som var slag- og dyremaler. Under Hünten var det særligt hestemalerier, som Arbo arbejdede med, og han udviklede sig til en udmærket skildrer af heste.  
I Düsseldorf var han en tid privatelev hos historiemaleren C. Mengelberg, han havde kontakt med Adolph Tidemand og blev god ven med Hans Gude, som han også i flere år lejede bolig af. Tidemand og Gude var professorer ved kunstakademiet i Düsseldorf. 
I 1861 flyttede Arbo hjem til Norge, og han drog året efter på en studierejse sammen med Gude og Frederik Collett i hjemlandet. I 1863 malede han den første version af Hesteflokk på høyfjellet, et motiv som han senere tog op igen flere gange. Versionen fra 1889 er i Nasjonalgalleriet, og regnes blandt de vigtigste af hans værker.
Arbo malede også portrætter af blandt andre Christian Boeck, Robert Collett, Andreas Christian Conradi og Marcus Jacob Monrad.
Fra 1863 til 1871 boede Arbo for det meste i Paris. Arbo giftede sig som 43-årig i 1882 med den 23 år yngre kunstuddannede Eliza Thomas (1854–1921) i Meudon uden for Paris. De bosatte sig i Oscarsgate 46 i Kristiania.
- "Åsgårdsrejsen". 1872
- "Valkyrien". 1865
- Fra Gulskogen. 1871[7]
- «Olav den hellige og kong Rørek i kirken», fra Billeder til Norgeshistorien, 1879.[8]

## Arbo som illustratør
Axvalla-album (1858) var en bestillingsopgave fra forlæggeren Christian Tønsberg. Arbo tegnet ulige motiver fra den store norsk-svenske miltærøvelse på Axvall i 1858. Ud fra tegningerne blev udarbejdet 10 litografier: "Borgen med omgivelser", "Udsigt over den vestlige del af leiren", "Bivoukscene", "St Hans Aftens-fornøielse", "Rast i skoven", "Parti af fægtningen" (2 plancher), "Parti af cavalleri-leiren", "Gudstjenesten" og "Parti af den store defilering". 
I 1860 udgav Christian Tønsberg Billeder af Norges Historie, en kortversion af P.A. Munchs Det norske folks historie. Dette var tænkt som et større værk fra starten, men i 1860 var Tønsberg i økonomiske vanskeligheder (meget på grund af netop P.A. Munchs Det norske folks historie), og billedværket udkom kun med dette ene hæfte. Arbo leverede tre akvareller til Tønsberg, som var grundlag for trykkene i hæftet: "Olav Tryggvasons ankomst til Norge", "Olav Tryggvason kåres til konge på Øreting" og "Olav den helliges fall i slaget på Stiklestad". På titelbladet stod der: Billeder af Norges Historie tegnede af P.N. Arbo og ledsagede af en kort oplysende Text efter P.A. Munch.
I 1879 udkom Asbjørnsen og Moes Norske Folke- og Huldre-Eventyr, illustreret af norske kunstnere, som tobindsværk. Bind I indeholder Norske Folke- og Huldre-Eventyr i udvalg ved P.Chr. Asbjørnsen, illustreret af blandt andre Hans Gude, Otto Sinding, Adolph Tidemand, Erik Werenskiold og Peter Nicolai Arbo. Kun to af tegningerne skriver sig fra Arbo, en til "Per Gynt" og en til "Jutulen og Johannes Blessom". I senere udgaver af eventyrerne, som "Norske kunstneres billedutgave" fra 1939, er originaltegningerne gengivet uden formidlingen via stik, og deri er også nogen flere Arbo-illustrationer taget med.
Forlæggeren Asbjørn Knutsen udgav i 1879 Billeder til Norgeshistorien for Skolen og Hjemmet, inspireret af Christian Tønsbergs Billeder af Norges Historie. Arbo leverede 11 tegninger til værket og fik her brugt nogen af de arbejder, som Tønsberg ikke nåede at få taget i brug.

## Galleri
- Hervors død
- Ingeborg
- Olav Tryggvason
- Håkon den gode (1860)
- Slaget ved Stamford Bridge
- Nótt
- Dagr